# Azzi Fudd
Azzi Jazlyn Fudd (nascida em 11 de novembro, 2002) é uma jogadora de basquete universitário norte-americana que joga pelo UConn Huskies, da Big East Conference. Ela estudou na St. John's College High School, em Washington, D.C., onde foi classificada como a melhor recruta de sua turma pela ESPN e ganhou o prêmio de jogadora nacional do ano. Fudd fez parte da equipe da UConn que chegou à final do campeonato nacional de 2022 como caloura e venceu o campeonato nacional de 2025 como veterana.

## Carreira no Ensino Médio
Em 2019, Fudd foi nomeada Jogadora Nacional do Ano de Basquete Feminino pela Gatorade, após marcar médias de 26,3 pontos, 6,2 rebotes e 2,5 assistências por jogo, tornando-se a primeira estudante do segundo ano a ganhar tal prêmio. Ela liderou sua equipe a um recorde de 35-1 e conquistou o título do torneio da Associação Atlética do Distrito de Columbia (DCSAA).
Antes de seu segundo ano, Fudd tornou-se uma das primeiras meninas a participar do SC30 Select Camp, um acampamento de treinamento de elite fora da temporada organizado por Stephen Curry, duas vezes MVP da NBA, e venceu a competição de cestas de três pontos do acampamento. Pouco depois dessa temporada, ela rompeu o ligamento cruzado anterior (LCA) e o ligamento colateral medial (LCM) do joelho direito. Devido à natureza da lesão, a reconstrução do joelho exigiu duas cirurgias separadas.
Ainda em reabilitação, Fudd participou novamente do acampamento de Curry, Seu médico permitiu que ela competisse novamente no concurso de três pontos do acampamento, mas somente se ela conseguisse caminhar entre os pontos. Mesmo assim, Fudd venceu o concurso novamente.
Fudd retornou à equipe de St. John's em janeiro de 2020, com uma média de 19,2 pontos, 3,5 rebotes e 2,0 assistências, enquanto ainda se recuperava da lesão antes de sua temporada ser interrompida prematuramente pela COVID-19. St. John's não disputou nenhuma competição oficial em 2020-21 pelo mesmo motivo; a equipe disputou algumas partidas amistosas não oficiais, como o D.C. Cadets, com Fudd, que era vice-presidente do corpo discente na época, pessoalmente pressionando o diretor da escola para que isso fosse possível.
Fudd teve uma média de 25,2 pontos, 7,1 rebotes, 3,5 assistências e 3,2 roubos de bola durante uma curta última temporada.

### Recrutamento
Fudd era uma recruta cinco estrelas e foi classificada em primeiro lugar na turma de 2021 pela ESPN. Ela recebeu sua primeira oferta de bolsa de estudos já na sexta série, da Universidade de Maryland. Em 11 de novembro de 2020, Fudd anunciou seu compromisso com a Universidade de Connecticut. Ela escolheu as Huskies em vez de ofertas de Maryland, UCLA, Louisville, Oregon, Kentucky, Texas e Notre Dame. Ela se tornou a 12ª recruta número um a assinar com a UConn desde 1998, juntando-se à sua namorada e ex-recruta número um Paige Bueckers.

## Carreira Universitária

### 2021-22: Primeira Temporada

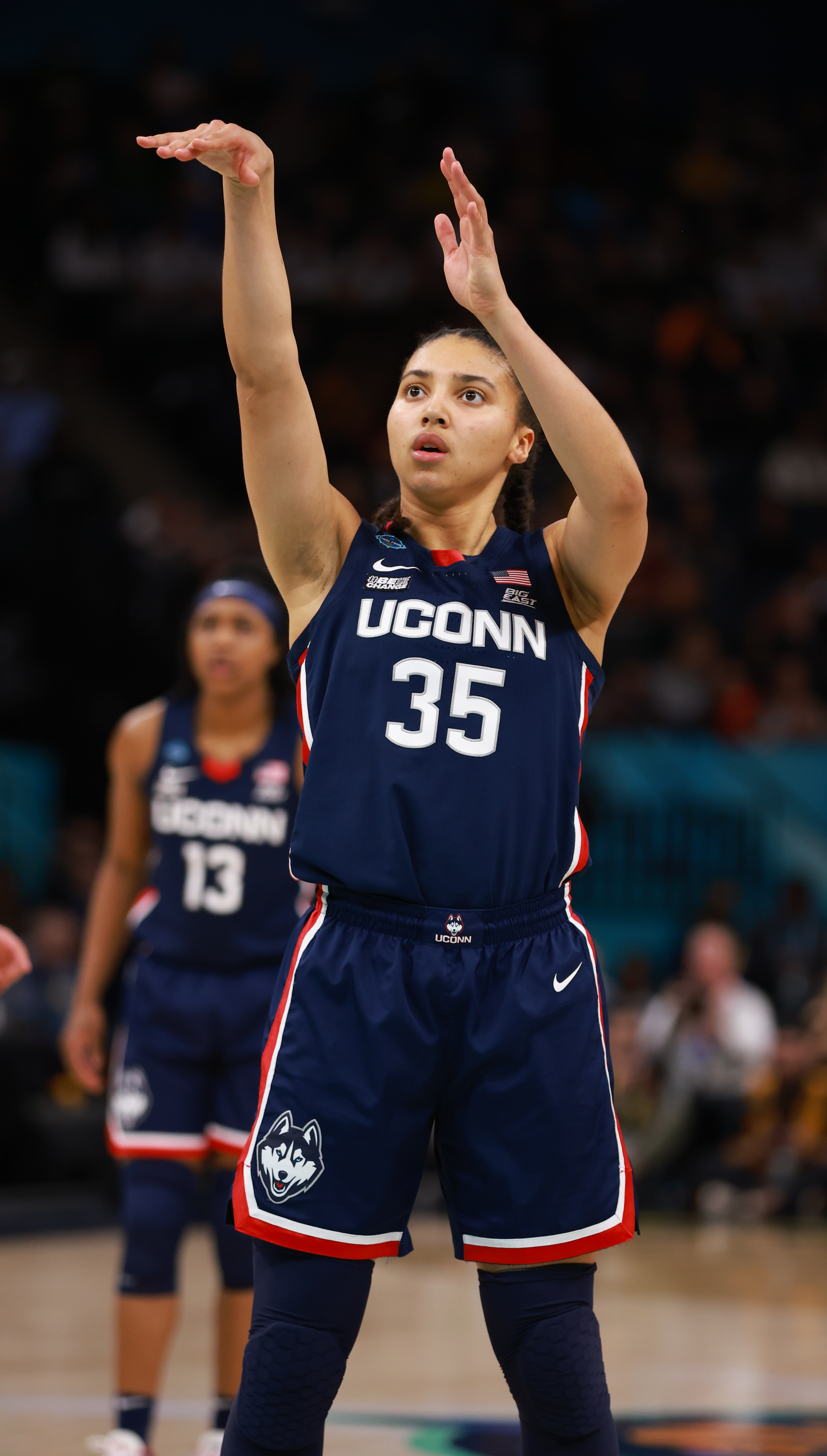
Fudd jogando pela UConn no Final Four do campeonato da NCAA de 2022.

Fudd foi eleita Caloura do Ano da Pré-temporada da Big East. Em 21 de novembro de 2021, Fudd fez sua estreia universitária pela UConn, marcando 7 pontos e 3 rebotes na vitória de 95-80 contra Arkansas. Depois de jogar os quatro primeiros jogos da temporada, ela ficou fora de 11 jogos por conta de uma lesão no pé. Em 6 de fevereiro de 2022, Fudd marcou 25 pontos, um recorde em sua carreira, além de 4 rebotes e 4 assistências contra o rival Tennessee. Na partida seguinte, Fudd terminou com 29 pontos, um recorde na temporada, contra Villanova em uma derrota de 72-69.
Durante as quartas de final, Fudd ajudou a UConn a vencer por 91-87 contra NC State, marcando 19 pontos, 5 rebotes e 2 assistências. Ela e Christyn Williams foram nomeadas para a equipe Bridgeport All-Region por seu desempenho. Ela terminou seu primeiro ano com uma média de 12,1 pontos, 2,7 rebotes e 1,0 assistências.

### 2022-23: Segunda Temporada
Fudd fez sua estreia na temporada em 10 de novembro de 2022, marcando 26 pontos e 4 assistências na vitória de 98-39 contra Northeastern. Em 14 de novembro, Fudd marcou 32 pontos e 4 assistências, o recorde de sua carreira, na vitória de 83-76 contra Texas. Os 56 pontos marcados por Fudd estabeleceram um recorde de maior número de pontos marcados por uma jogadora da UConn nos dois primeiros jogos da temporada, superando o recorde anterior de Diana Taurasi. Em 4 de dezembro, contra Notre Dame, Fudd sofreu uma lesão no joelho direito após uma companheira de equipe cair sobre seu joelho. Fudd estava prevista para ficar fora entre três e seis semanas. Em 11 de janeiro de 2023, Fudd retornou em uma partida contra St. John's após perder os oito jogos anteriores. Ela jogou apenas 20 minutos devido a restrições de tempo e marcou 15 pontos. Fudd ficou mais tempo afastada após lesionar novamente o joelho direito contra Georgetown. Durante sua ausência, a UConn perdeu dois jogos consecutivos pela primeira vez desde março de 1993 e sofreu várias derrotas para adversários não classificados da conferência pela primeira vez desde 2003-04. Depois ausentar-se de 14 jogos, Fudd retornou na vitória de 69-39 contra Georgetown, nas quartas de finais do torneio Big East, marcando 10 pontos em 17 minutos. Apesar do retorno de Fudd, as Huskies foram derrotadas pela Ohio State nas oitavas de final. Fudd terminou sua segunda temporada com uma média de 15,1 pontos, 1,9 rebotes e 1,9 assistências por jogo.

### 2023-24: Terceira Temporada
Fudd fez sua estreia na temporada em 8 de novembro de 2023, marcando 13 pontos, 3 rebotes e 3 assistências na vitória de 102-58 contra Dayton. Em 22 de novembro, foi anunciado que Fudd havia rompido o ligamento cruzado anterior do joelho direito durante um treino, encerrando sua temporada.

### 2024-25: Quarta Temporada
Após perder os primeiros jogos devido a uma lesão no LCA, Fudd fez sua estreia na temporada em 20 de novembro de 2024, na vitória de 85-41 contra Fairleigh Dickinson. Em 12 de fevereiro de 2025, Fudd marcou 34 pontos, o recorde de sua carreira, em uma vitória de 78-40 contra St. John's. Ela também se tornou a oitava jogadora na história do programa a marcar 8 cestas de três pontos em um jogo.
No final da temporada regular de 2025, Fudd foi nomeada para a primeira equipe All-Big East, junto de suas companheiras de equipe Paige Bueckers e Sarah Strong. Em 25 de março, ela anunciou que retornaria à UConn para sua última temporada, apesar de ser elegível para o draft da WNBA. Em 6 de abril de 2025, Fudd venceu seu primeiro campeonato nacional, marcando 24 pontos e 5 rebotes, além de ganhar o prêmio de Jogadora de Maior Destaque (MOP) por seu desempenho. Ela terminou sua quarta temporada com uma média de 13,6 pontos, 2,0 rebotes e 1,8 assistências.

## Carreira na Seleção
Fudd representou os Estados Unidos internacionalmente, conquistando medalhas de ouro na AmeriCup Sub-16 da FIBA de 2017 na Argentina, na Copa do Mundo Feminina de Basquete Sub-17 da FIBA de 2018 na Bielorrúsia e na Copa do Mundo Feminina de Basquete Sub-19 da FIBA de 2021 na Hungria.

## Estatísticas da Carreira
| Negrito | Melhor da carreira                                             |
| *       | Indica as temporadas em que Fudd ganhou um Campeonato da NCAA. |

### Basquete Universitário
| Ano                     | Equipe   | GP | GS | MPG  | FG%  | 3P%  | FT%   | RPG | APG | SPG | BPG | TO  | PPG  |
| ----------------------- | -------- | -- | -- | ---- | ---- | ---- | ----- | --- | --- | --- | --- | --- | ---- |
| 2021-22                 | UConn    | 25 | 17 | 27.9 | 45.7 | 43.0 | 91.2  | 2.7 | 1.0 | 1.0 | 0.7 | 1.0 | 12.1 |
| 2022-23                 | UConn    | 15 | 10 | 28.2 | 45.6 | 34.0 | 88.2  | 1.9 | 1.9 | 1.3 | 0.3 | 1.7 | 15.1 |
| 2023-24                 | UConn    | 2  | 2  | 30.5 | 32.0 | 28.6 | 1.000 | 2.5 | 2.5 | 1.0 | 0.0 | 1.5 | 11.0 |
| 2024-25*                | UConn    | 34 | 30 | 26.4 | 47.4 | 43.6 | 91.7  | 2.0 | 1.8 | 1.4 | 0.3 | 1.0 | 13.6 |
| Carreira                | Carreira | 76 | 59 | 27.4 | 46.1 | 40.7 | 91.0  | 2.2 | 1.6 | 1.2 | 0.4 | 1.2 | 13.3 |
| Fonte: Sports Reference |          |    |    |      |      |      |       |     |     |     |     |     |      |

## Fora da Quadra

### Vida Pessoal

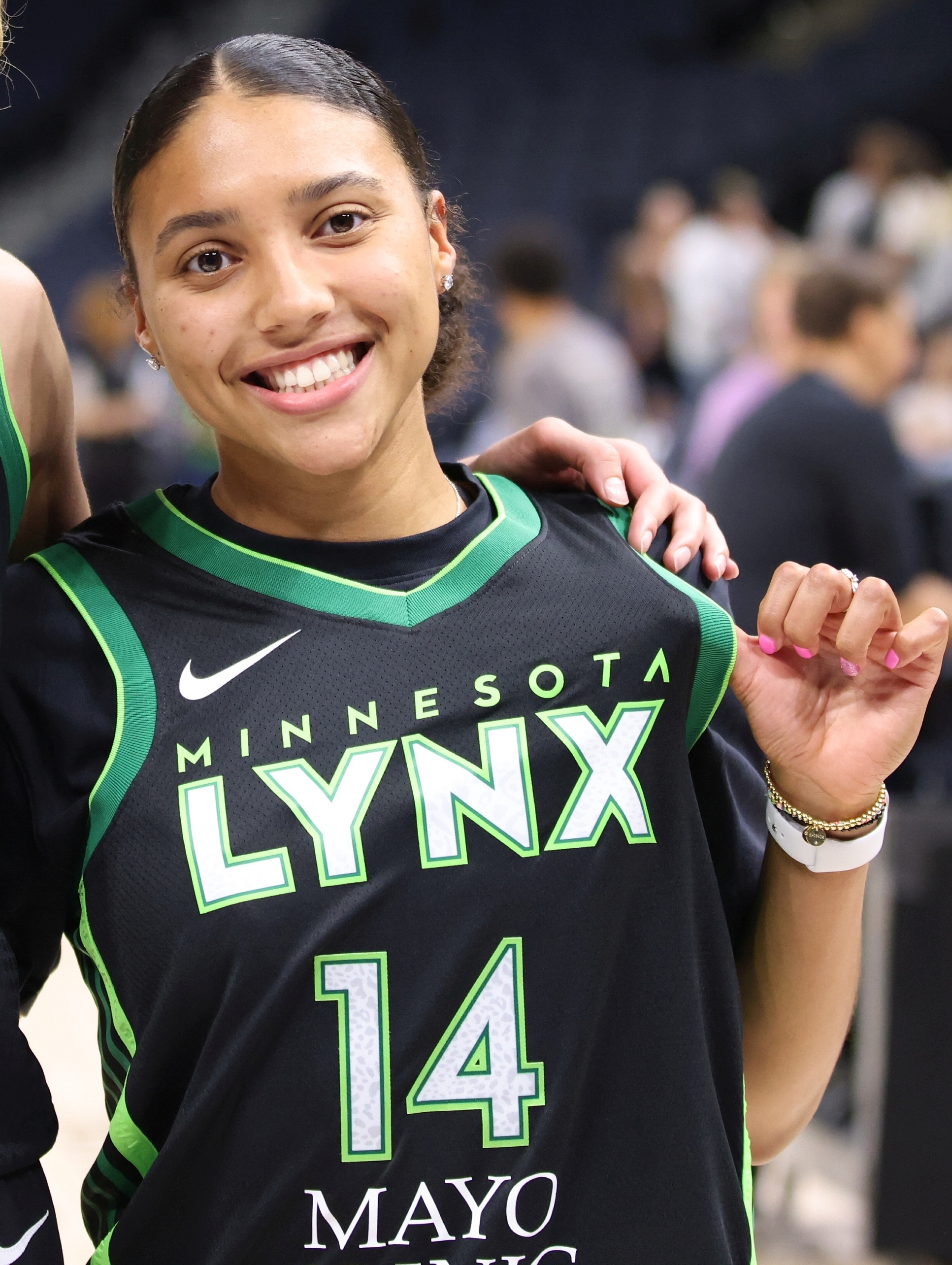
Fudd em um jogo do Minnesota Lynx em 2023.

Os pais de Fudd eram jogadores de basquete. Sua mãe, Katie, jogou na NC State e Georgetown antes de ser selecionada pelo Sacramento Monarchs no draft da WNBA de 2001, enquanto seu pai, Tim, jogou na American University. Ela tem dois irmãos mais novos, Jon e Jose, que seus pais adotaram em 2011, e um irmão mais velho chamado Thomas.
Seu nome é uma homenagem a Jennifer Azzi, uma jogadora que sua mãe admirava.
Em 2025, Fudd confirmou que está namorando sua ex-companheira de equipe da UConn e titular do Dallas Wings, Paige Bueckers. As duas são amigas próximas desde os 16 anos, quando competiam entre si pela posição de armadora titular da seleção nacional de basquete feminino sub-16 dos Estados Unidos.

### Interesses Comerciais
Em setembro de 2021, Fudd assinou um contrato de nome, imagem e semelhança (NIL) com Chipotle, como embaixadora da plataforma "Real Food for Real Athletes" (Comida de verdade para atletas de verdade). Em novembro de 2021, ela se tornou sócia da marca de bebidas esportivas BioSteel Sports Nutrition. Em dezembro de 2021, Fudd assinou com a marca SC30 Inc., do astro do Golden State Warriors Stephen Curry, em uma parceria "multidimensional" que inclui um contrato de patrocínio e orientação pessoal do tetracampeão da NBA. Fudd também assinou contratos com a Bose, Nerf e Buick.
Em 21 de julho de 2025, a Unrivaled, uma liga de basquete 3x3, anunciou a contratação de 14 das melhores jogadoras de basquete universitário, incluindo Fudd e sua companheira de equipe da UConn, Sarah Strong, para contratos NIL inovadores como parte do "The Future is Unrivaled Class of 2025", com base no compromisso da liga de investir e cultivar o futuro do esporte. É possível que Fudd jogue na Unrivaled já em 2027.
Em 7 de agosto de 2025, Fudd lançou seu próprio podcast com Ashanti Plummer chamado "Fudd Around and Find Out", uma referência a uma camiseta que a mãe de Fudd usou no torneio da NCAA. O podcast é apresentado pela iHeartRadio Women's Sports e coproduzido pela Unanimous Media, de Steph Curry. "Esse podcast é um espaço onde posso trazer o meu eu completo, atleta, contadora de histórias, empreendedora em ascensão e fã do jogo, e destacar as vozes que merecem ser ouvidas", disse Fudd em uma nota à imprensa.

### Outros
Em 2023 e 2025, Fudd foi convidada para o Dawg Class de Kelsey Plum, um acampamento patrocinado pela Under Armour com o objetivo de ajudar as melhores atletas universitárias a fazer a transição do basquete universitário para o profissional.

## Ligações Externas
- Azzi Fudd no Instagram
- Azzi Fudd no TikTok
- Azzi Fudd no X
- Fudd Around and Find Out Podcast no Instagram
- «Azzi Fudd Official Website» (em inglês)
- «Azzi Fudd» (em inglês) no UConn Huskies
- «Azzi Fudd» (em inglês) no USA Basketball
- «Azzi Fudd» na ESPN Brasil